# Meresankh II
Meresankh II ("La qui estima la vida") va ser una reina d'Egipte que va viure durant la IV dinastia. Va ser l'esposa del rei Djedefre o de Khefren.

## Família
Es creu que els pares de Meresankh II eren el rei Khufu i la reina Meritites I, ja que apareixen esmentats a la mastaba de Meresankh. Tanmateix, no se l'anomena mai explícitament "filla". Suposant la filiació de Meresankh fos aquesta, això faria d'ella una germana plena del príncep Kawab i la reina Hetepheres II. També era germana de la princesa Meritites II, que més tard es va casar amb el cap del palau Akhethotep (Akhtihotep).
Meresankh II comparteix el nom amb la seva besàvia Meresankh I, mare de Sneferu, i Meresankh III, la seva neboda.
Se suposa que Meresankh II es va casar amb el seu germanastre Horbaef, amb qui va tenir tres fills conegutsː
(1) Djati:
| U29 | t | A | i | i |

Els seus títols eren "Fill del Rei del seu cos" i "Supervisor de l'expedició". La seva tomba és la mastaba G 7810. La tomba pot datar al final de la IV dinastia o fins i tot del començament de la V.

(2) Nefertkau III:
| nfr | t | kA | w |

Enterrada a la mastaba G 7820 amb el seu marit Iynefer II.
(3) Nebti-tepites:
| G16 | tp | it | a |

Se'n sap l'existència d'aquesta filla perquè surt esmentada a la tomba de Meresankh.
Meresankh II tenia els títols d'una reina i se sol suposar que el seu marit Horbaf va morir i que es va tornar a casar amb un dels reis posteriors. És possible que es casés amb el seu germanastre Djedefre, tot i que també és possible que s'unís a Khefren.

## Títols
Els títols de Meresankh II eren els següentsː
- Gran del ceptre-hetes (wrt-ḥts)

- La que veu Horus i Seth (m33t-ḥrw-stẖ)

- Dona del Rei (ḥmt-nsw)

- Assistent d’Horus (ḫt-ḥrw)

- Filla del Rei del seu cos (z3t-nswt-nt-ẖt.f)

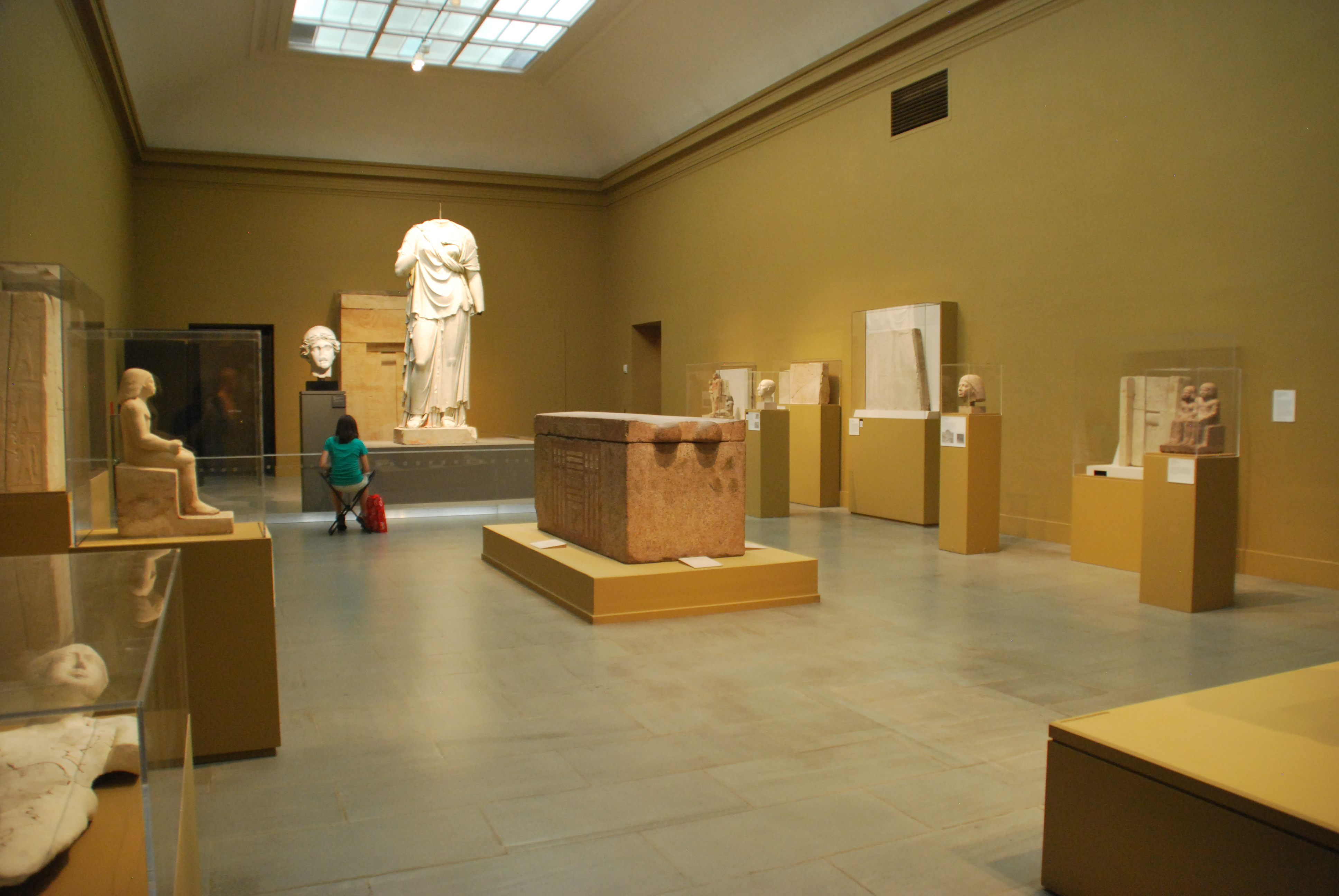
El sarcòfag de Meresankh II exposat al Museu de Belles Arts de Boston,

## Tomba i enterrament
Meresankh II va ser enterrada en una doble mastaba que va compartir amb el seu primer marit Horbaef (mastabes G 7410–7420 del camp oriental de la necròpolis de Guiza). Meresankh va ser enterrada en una fossa (G 7410B) de dues habitacions. Horbaef va ser enterrat a la fossa G 7420A. Aquesta tomba va ser excavada per George Andrew Reisner.
El sarcòfag de Meresankh el van trobar i retirar del seu lloc durant les excavacions de 1927 i ara es troba al Museu de Belles Arts de Boston. El sarcòfag és de granit vermell i du inscripcions als quatre costats. És rectangular amb unes mides 93.2 x 85.5 x 225 cm. Un dels laterals està decorat amb la façana d’un palau. Al centre hi ha les portes del palau; a l'esquerra de la façana hi ha la inscripció "La filla del Rei del seu cos, Meresankh" (zȝt nsw n ẖt = f mr.s ˤnḫ); a la dreta hi ha una inscripció que identifica la dama com a "[…] Horus, La dona del Rei, Meresankh". El sarcòfag de Meresankh està decorat amb un xacal Anubis a la tapa i llistes d’ofrenes als extrems.